# Azora, the Daughter of Montezuma

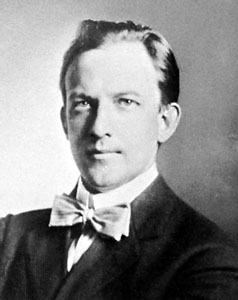
Henry Hadley cap al 1900

Azora, The Daughter of Montezuma (Azora, la filla de Montezuma) és una òpera en 3 actes amb música del compositor estatunidenc Henry Kimball Hadley sobre un llibret en anglès de l'escriptor David Stevens.

## Argument[1][2]
Lloc: Tenochtitlán
Època: 1519. La història té lloc en l'època de la conquesta de l'Imperi Asteca per Hernán Cortés.

### Acte 1
Un pati davant la casa de les àligues.
El príncep tlaxcalteca Xalca, ha estat fer presoner d'honor per Montezuma després de ser derrotat per aquest. Montezuma, de caràcter confiat, li anomena comandant del seu exèrcit, i el guerrer tlaxcalteca fingeix fer honor a la confiança depositada en ell per l'amor que té per Azora, la filla de Montezuma.

### Acte 2
Interior del Temple de Totec.
Ramatzin, un dels generals de Montezuma, està enamorat també d'Azora i Montezuma li ha promès la mà de la filla. Aprofitant que Xalca ha partit a lluitar amb l'exèrcit de Montezuma, Ramatzin intenta conquerir Azora, però aquesta no vol saber res d'ell, ni se sent temptada per les joies, l'or i les terres que el general li ofereix. Quan Xalca retorna victoriós de la batalla, es troba que Ramatzin ha explicat els amors de Xalca per Azora a Montezuma, i que aquest el condemna a mort per la seva presumpció i Azora, per la seva desobediència, haurà també de morir.

### Acte 3
Interior de la cova dels sacrificis.
En una escena ambientada a l'alba en una caverna, tots es reuneixen davant la pedra dels sacrificis però, abans de procedir a l'execució, Cortez (Cortés) i els seus sacerdots apareixen, portant el missatge del cristianisme a Mèxic, i alliberant els amants.

## Papers
| Paper | Tessitura | Intèrprets de l'estrena 26 de desembre de 1917 (Director: Henry Kimball Hadley) |
| --- | --------- | ------------------------------------------------------------------------------- |
| Azora, la filla de Montezuma | soprano   | Anna Fitziu                                                                     |
| Xalca, un príncep tlaxcalteca | tenor     | Forrest Lamont                                                                  |
| Montezuma, emperador de Mèxic | baix      | James Goddard                                                                   |
| Ramatzin, un general de Montezuma | baríton   | Arthur Middleton                                                                |
| Canek, alt sacerdot del Sol | baix      | Frank Preisch                                                                   |
| Hernando Cortez, conqueridor de Mèxic |           | George Wilkins                                                                  |
| Papantzin, germana de Montezuma | contralt  | Cyrena van Gordon                                                               |
| Piqui-Chaqui, un corredor |           | B. Mann                                                                         |
| Una jove esclava |           | Clara Shaw                                                                      |
| Ballarina |           | Annetta Pelucchi                                                                |
| Soldats de Cortés, guerrers de Montezuma, sacerdots espanyols, sacerdots del foc sagrat, ballarines, esclaus, gent del poble i víctimes del sacrifici |           |                                                                                 |

## Història de les representacions
L'Associació d'Òpera de Chicago va ser l'encarregada de l'estrena mundial de l'òpera, a Chicago, Illinois, el 26 de desembre de 1917. El compositor la va dirigir, i el repartiment va incloure a Anna Fitziu com Azora, a Forrest Lamont com Xalca, Cyrena van Gordon com Papantzin, Arthur Middleton com Ramatzin, Frank Preisch com Canek, i James Goddard com Montezuma. L'obra va ser representada un cop més a Chicago, poc després.
En una única actuació en gira fora de la seva ciutat, potser una gira encara més notable per haver-se iniciat amb l'estrena a Nova York de l'òpera Isabeau de Pietro Mascagni, la companyia de Chicago va fer l'estrena a Nova York d'Azora el 26 de gener de 1918, al Lexington Opera House. Va haver-hi més actuacions en la mateixa temporada a Boston i a Sant Louis. Encara que es va anunciar que tots els integrants de l'elenc eren joves cantants estatunidencs, Lamont, era en realitat canadenc, tot i haver iniciat i consolidat la seva carrera als EUA.
El New York Times va publicar en la seva crítica molts elogis per les "veus fresques, joves i poderoses" del repartiment. Només Goddard va semblar "sense veu", i, així i tot, va rebre una bona crítica per la seva dramàtica actuació. Tanmateix, l'avaluació de l'òpera en si mateixa, tot i un balanç positiu, no la va jutjar com a equilibrada: "L'òpera pateix una mica de manca d'efectivitat teatral, i encara més pel que fa al drama, no deixa de ser una mera música escolàstica o no cantable". The Times va destacar com una bona aportació "una bella dansa bàrbara en el primer acte", l'ària de la heroïna "Now Fades the Opal Sky" del segon acte i alguns concertants. També va trobar inconsistent que l'escena del sacrifici tingués lloc a una cova: "L'òpera hauria d'haver acabat a l'aire lliure, per als asteques ocupen les grades de la piràmide de Cholula, per exemple, i no a una cova". No obstant això, va considerar que l'atmosfera de l'escenificació era adequada pels propòsits del drama.
Després de l'actuació, tant Hadley com Stevens va aparèixer a l'escenari a recollir els aplaudiments del públic. Fitziu va anunciar Hadley amb una gran bandera americana de seda i la "audiència representativa dels músics de Nova York i del poble" es va unir a ella cantant amb l'orquestra l'himne The Star Spangled Pancarta.

## Altres referències
- The New York Times, "Isabeau serà representada per l'Òpera de Chicago", 13 de gener de 1918.
- The New York Times, "Romeo i Juliette" 27 de gener de 1918.
- The New York Times, "Representació d'Azora d'Hadley" 28 de gener de 1918.
- The Virtual Gramophone, Biografia de Forrest Lamont.
- Moore, Edward C. Forty years of opera in Chicago.  Horace Liveright, 1930, p. 180.
- Azora, the Daughter of Montezuma.  Fred Rullman Inc., 1917. Llibret de l'òpera a archive.org